# Sri Ksetra
Sri Ksetra (in birmano သရေခေတ္တရာ, Śrī Kṣetra; in sanscrito श्री क्षेत्र, "Campo della Fortuna") era una città Pyu, situata lungo il fiume Irrawaddy nell'attuale Birmania. Organizzata come una città-stato, era la più potente e influente tra quelle Pyu: la cinta muraria racchiudeva un'area di 1452 ha.
Sri Ksetra è il luogo in cui si concentra gran parte dell'eredità artistica Pyu. La diffusione del buddismo nelle città determinò un notevole sviluppo artistico, ma furono pochi i resti del precedente periodo di occupazione. Il materiale giunto fino a noi evidenzia una tendenza all'utilizzo dell'arte visiva.

## Storia
Non è conosciuta con certezza la data della fondazione di Sri Ksetra: una credenza popolare afferma che ricada tra il V e il VII secolo, ma alcuni studiosi affermano che la città fosse già occupata prima di queste date. La datazione al radiocarbonio effettuata sul carbone trovato a Sri Ksetra, però, ha restituito date comprese tra il 50 e il 200 d.C., significativamente precedenti a quanto considerato. Questa datazione definirebbe il popolo Pyu come uno dei primi urbanizzati del Sud-Est asiatico. Durante scavi archeologici, svolti da gennaio a febbraio 2015 e poi da dicembre 2015 a febbraio 2016, sono stati rinvenuti antichi frammenti decorati con motivi buddisti, risalenti circa al 340 d.C., oltre a delle sepolture contenenti corpi cremati, datati intorno al 270 d.C.
Sri Ksetra è il più grande sito Pyu scoperto finora, ed è uno dei pochi che sono stati analizzati, insieme a Beikthano (l'attuale Taungdwingyi), Maingmaw e Binnaka. La città occupava un'area maggiore di quella del successivo Regno Pagan e anche di quella di Mandalay, la seconda città più grande della Birmania. Durante gli scavi, numerosi stupa e templi in rovina sono stati riportati alla luce, sia all'interno che all'esterno delle mura. Alcuni di essi risalgono a più di 1500 anni fa e sono alcuni tra i monumenti buddisti più antichi al mondo.
Oltre alle prove archeologiche, vi sono numerosi documenti scritti che menzionano i Pyu, in gran parte rinvenuti nei resoconti storici cinesi. Le prime menzioni di Sri Ksetra risalgono al VII secolo e sono ad opera dei pellegrini cinesi Hsuan-tsang e I- tsing. Sempre in base alle fonti storiche, alcuni uomini politici cinesi giunsero a Sri Ksetra in visita nell'802 d.C.
Sri Ksetra era inoltre un importante snodo commerciale tra Cina e India, trovandosi nei pressi del fiume Irrawaddy. I commerci ebbero inoltre importanti influenze culturali sulla città, tra cui l'affermazione del buddismo, che si affiancò e in alcuni casi sostituì i culti esistenti, come l'induismo.

## Monumenti e siti archeologici

### Bastioni

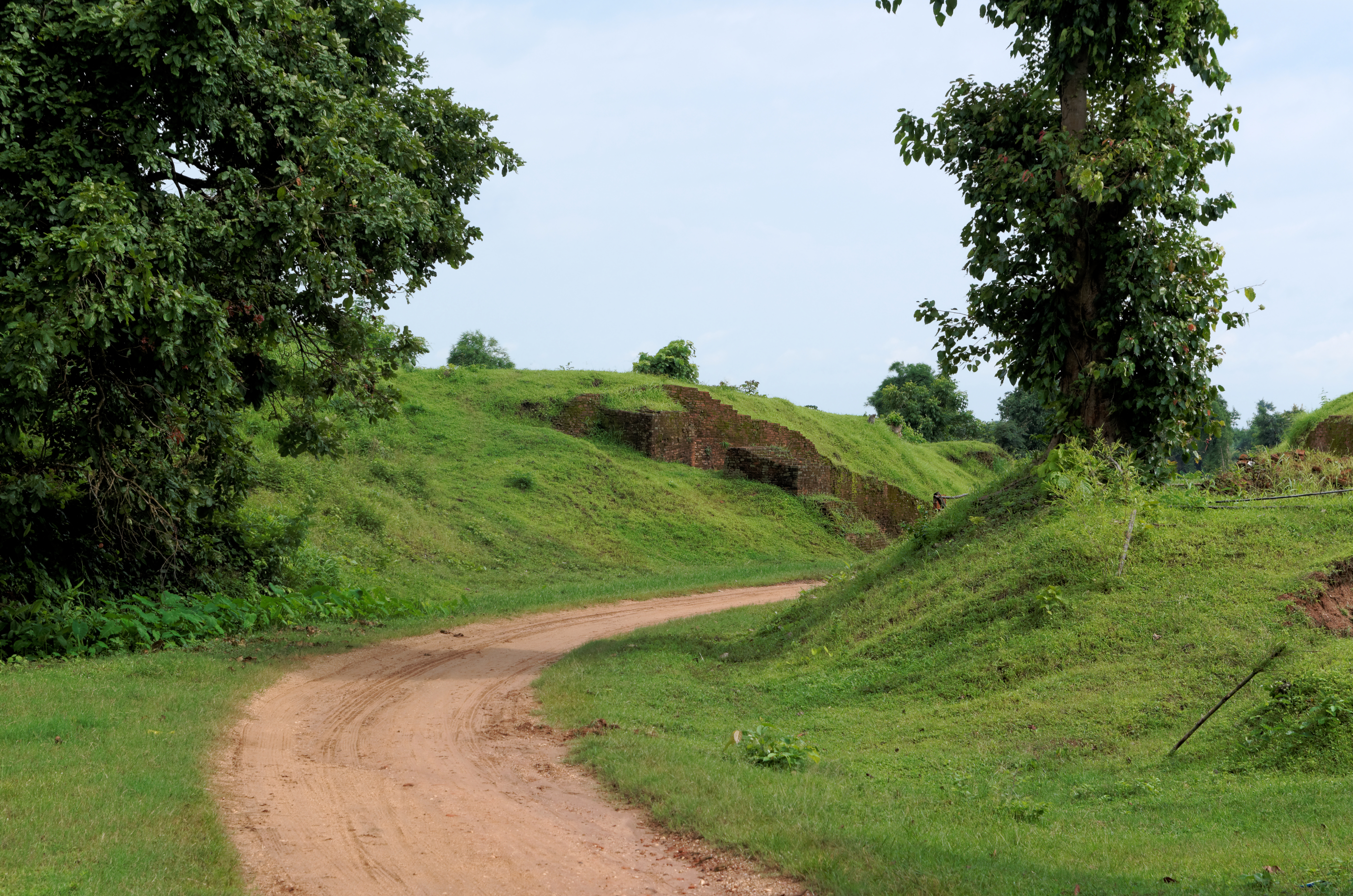
Resti della porta Yahanda

Sri Ksetra è un grande sito archeologico, dotato di numerose rovine. La caratteristica più evidente della città è la sua pianta circolare, caratterizzata da bastioni sui lati sud e ovest. Attorno mura c'era un fossato, e in diversi punti di esse si trovavano delle porte di accesso, con importanti resti archeologici.

### Stupa Payama
Lo stupa Payama si trova a nord delle mura di Sri Ksetra, vicino al villaggio di Koneyoe. Le cronache riportano che fu costruito dal re Duttabaung per ospitare le reliquie del Buddha. La struttura è in mattoni e malta di calce su quattro terrazze e presenta la forma conica caratteristica degli stupa. È uno dei primi del periodo Pyu: risale infatti a un periodo compreso tra il IV e il VII secolo.

### Pagoda Bawbawgyi

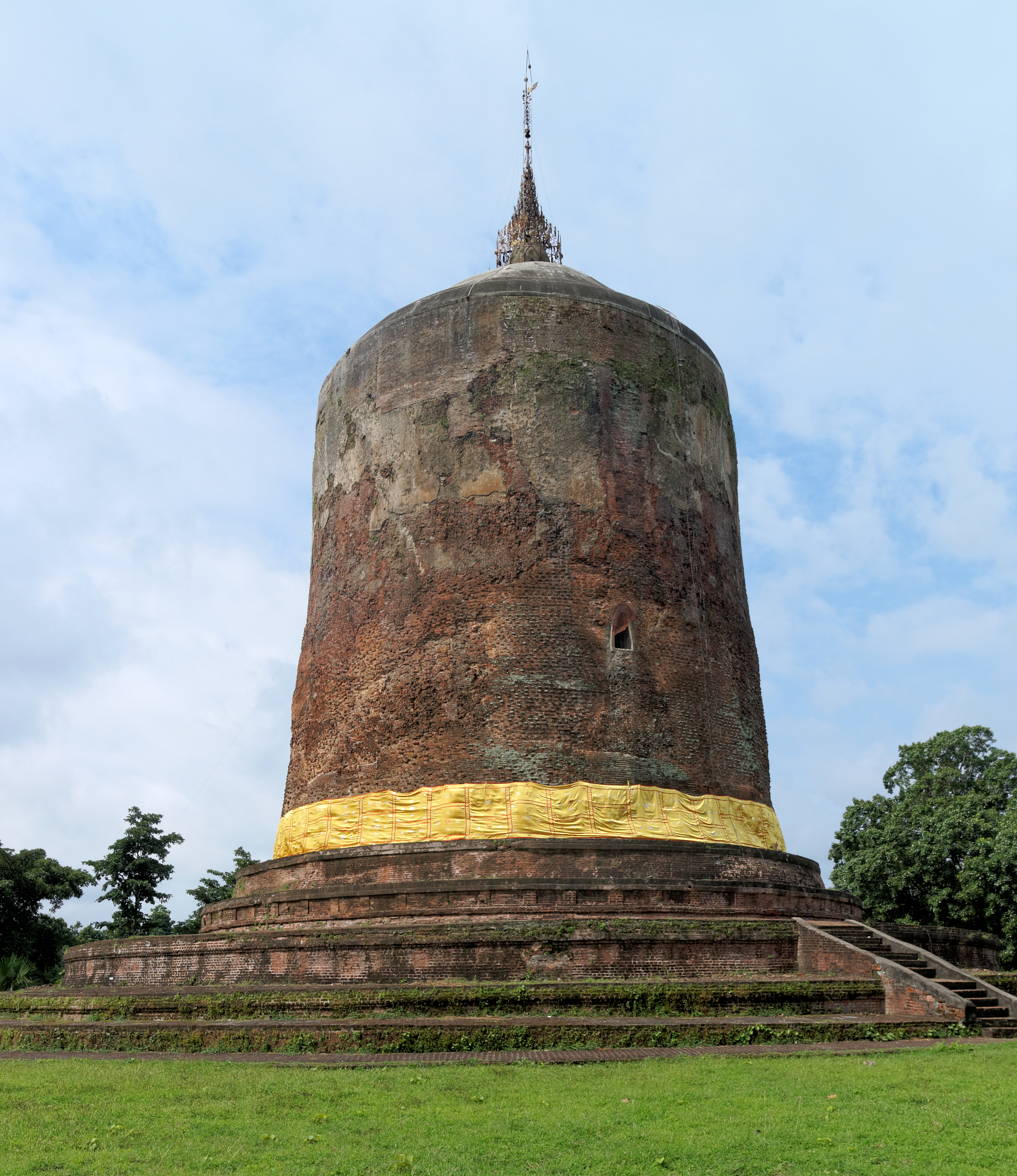
La Pagoda Bawbawgyi vista da nordovest

La pagoda Bawbawgyi è un importante stupa buddista, situato a sud dei bastioni di Sri Ksetra. Si tratta di una struttura circolare in mattoni, elevata su una terrazza ad un'altezza di circa 46 m. La forma viene spesso paragonata a quella allo stupa Dhamek di Sarnath in India. Con la caduta di Sri Ksetra a metà del IX secolo, il re Anawrahta rimosse dallo stupa la reliquia custodita all'interno, che fu trasportata nella capitale Bagan. Al suo posto lasciò numerose tavolette votive.

### Complesso di Payahtaung
Il complesso di Payahtuang si trova al centro di Sri Ksetra, e comprende diverse strutture. Esse sono il tempio Payahtaung vero e proprio, un edificio quadrato in mattoni simile nello stile ad alcuni degli edifici di Bagan e risalente al X secolo circa, un tempio moderno a est, uno stupa in mattoni, le fondamenta di una piccola struttura in rovina un edificio ottagonale in mattoni che conteneva un'enorme urna di pietra con un'iscrizione in lingua Pyu, che sembra essere rivolta ai re di questo popolo. L'urna, scoperta nel marzo 1993, si trova ora nel Museo Nazionale del Myanmar di Yangon.

### Tumulo di Khin Ba

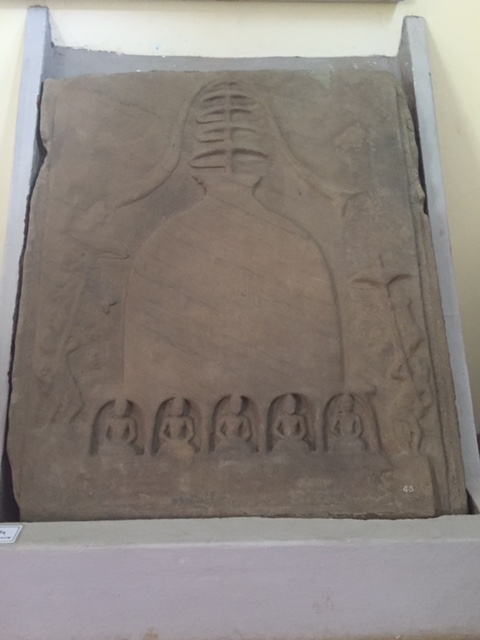
Bassorilievo in pietra rinvenuto nel tumulo di Khin Ba

Il tumulo di Khin Ba si trova all'interno delle mura, sul lato sud della città, non lontano dalla porta Tharawaddy e dallo stupa di Mathe Gyagone. È il sito di un antico stupa e uno dei più importanti siti archeologici antichi di Sri Ksetra e della Birmania. I primi scavi archeologici si svolsero nel 1926, i reperti ritrovati sono ora esposti al Museo Sri Ksetra e al Museo nazionale del Myanmar. A Khin Ba è stato trovato il "grande reliquiario d'argento": il reliquiario, con un'iscrizione in lingue pyu e pāli, era accompagnato da una serie di foglie dorate che riportavano un testo buddista del VI secolo. È considerato il più antico esempio sopravvissuto della lingua pali.

## Arte

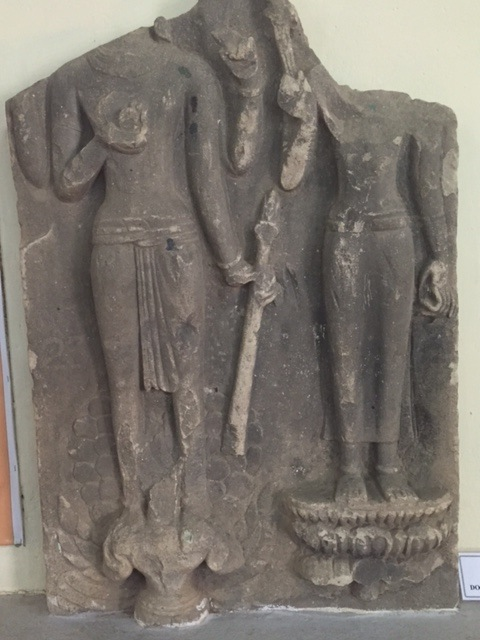
Statua di Vishnu e Lakshmi, arenaria, periodo Pyu, rinvenuta vicino alla stazione di Hmaw Zar

Fin dall'inizio del ventesimo secolo, gli scavi a Sri Ksetra hanno portato alla luce una quantità significativa di esempi di arte Pyu. Gli oggetti ritrovati possono essere datati tra il IV e il IX secolo d.C., ma non con precisione. Uno studio storico-artistico di una stele, però, suggerisce che essa risalga al I secolo d.C., il che la renderebbe la più antica opera d'arte Pyu; tuttavia, gli studiosi non concordano. Ulteriori studi hanno inoltre dimostrato che l'arte Pyu trae spunto da una serie di influenze provenienti sia dalla cultura indiana che da quella del Sud-Est asiatico.
I resti artistici scoperti a Sri Ksetra sono principalmente buddisti. Tuttavia, l'esistenza di sculture e frammenti raffiguranti divinità indù, in particolare Vishnu, suggerisce che il visnuismo fosse uno degli altri culti diffusi. La varietà di materiale ritrovato comprende tavolette votive, sculture in pietra, in bronzo e altri metalli preziosi, frammenti architettonici e oggetti reliquiari, nonché altri manufatti tra cui perline fatte a mano in pietra, vetro, terracotta e osso; anelli; ciotole e piatti d'argento.

### Datazione
Per datare gli oggetti Pyu, gli studiosi hanno utilizzato vari metodi, tra cui la datazione al radiocarbonio, l'analisi stilistica e gli studi paleografici; tuttavia, gran parte dei reperti non è ancora datata con certezza.

### Influenze
L'arte Pyu presso Sri Ksetra risentì di numerose influenze. Presenta infatti caratteristiche simili a quelle dell'arte dell'India meridionale, dell'Andhra Pradesh e dello Sri Lanka. Altre somiglianze sono individuabili con l'arte dei Mon, gruppo etnico della Birmania, e con quella del periodo Dvaravati. Per esempio, queste influenze si sono tradotte in uso frequente degli stupa e dei megaliti.